# 泰勒鎮區 (阿肯色州佩里縣)
泰勒鎮區（英語：Tyler Township）是位於美國阿肯色州佩里縣的一個行政鎮區。

## 地方資料
泰勒鎮區的面積為372.49平方千米，當中陸地面積為371.80平方千米，而水域面積為0.69平方千米。根據2010年美國人口普查的數據，當地共有人口237人，而人口密度為每平方千米0.64人。